# Faculdade de Filosofia, Ciências e Letras da Universidade de São Paulo
A Faculdade de Filosofia, Ciências e Letras da Universidade de São Paulo (FFCL-USP) foi, por mais de três décadas, a unidade nuclear e primordial da USP. A partir de sua fundação a FFCL desempenhou um papel preponderante no pensamento brasileiro.

## História
A história da criação da FFCL-USP é em si mesma a história do surgimento da USP. Por quase um século existiram inúmeras instituições isoladas de ensino superior em São Paulo, tais como a Faculdade de Direito de São Paulo (criada em 1827), a Escola Politécnica de São Paulo (em 1894), a Faculdade de Farmácia e Odontologia de São Paulo (em 1898), a Faculdade de Medicina e Cirurgia de São Paulo (em 1912). Após a Revolução Constitucionalista de 1932, membros da elite paulista derrotada do estado de São Paulo, alijados do poder decisório nacional por meio armas, se deram conta que a única forma de restabelecerem seu poder e prestígio novamente seria através de ideias, e que para tanto era fundamental um centro de pensamento que irradiasse cultura e ideais que espelhassem e, ao mesmo tempo, moldassem a sociedade brasileira à sua imagem. Assim, expoentes dessa elite aprimoraram a ideia de criação de uma universidade que influenciasse todo o país. Mas para que tal intento funcionasse, seria primordial reunir as instituições existentes de ensino superior ao redor de um órgão que fosse capaz de influenciar os destinos do Brasil.
Dessa forma, homens como Júlio de Mesquita Filho, dono do jornal O Estado de S. Paulo, passaram a advogar a necessidade urgente da instalação de uma universidade onde as faculdades preexistentes seriam os membros e a Faculdade de Filosofia seria a núcleo pensante em conjunto com a Escola Livre de Sociologia e Política de São Paulo, núcleo original da Fundação Escola de Sociologia e Política de São Paulo fundada em 1933.
Com a derrota paulista, o governo central designou como interventor no estado Armando de Salles Oliveira. Engenheiro formado pela Escola Politécnica de São Paulo e cunhado de Júlio de Mesquita Filho, por pressão deste acabou criando a Faculdade simultaneamente à criação da Universidade de São Paulo em 1934.

## A Batalha da Rua Maria Antônia e o fim da FFCL

Prédio da FFCL após princípio de incêndio. É possível ver menções ao CCC nas paredes do edifício.

Em 2 de outubro de 1968, ocorreu a Batalha da Maria Antônia, em que estudantes se enfrentaram por cerca de 10 horas na região central de São Paulo, após um ovo ser atirado por um estudante da Universidade Presbiteriana Mackenzie contra estudantes da FFCL-USP que faziam, no momento, uma espécie de pedágio nas imediações para arrecadar fundos para o congresso da UNE.
O enfrentamento acabou causando um princípio de incêndio no prédio da FFCL que foi atingindo por coquetéis Molotov vindo dos estudantes de extrema-direita. Após a morte do estudante secundarista José Guimarães de 20 anos alvejado por um tiro de arma de fogo, vindo de um dos prédios da Universidade Presbiteriana Mackenzie, intensas manifestações por parte dos estudantes contrários ao regime ditatorial se seguiram, culminando em uma intensa repressão policial que até o momento tinha se mantido afastada do conflito.
Os prédios das duas universidades acabaram sendo invadidos pela polícia e após o episódio a FFCL foi transferida para a Cidade Universitária Armando de Salles Oliveira, onde hoje funciona a FFLCH.
O episódio ficou conhecido como Batalha da Maria Antônia e foi um dos episódios marcantes do ano de 1968, auge da ditadura militar no Brasil. A Universidade Presbiteriana Mackenzie até hoje funciona no mesmo local e o antigo prédio da USP foi devolvido à instituição em 1993, onde hoje funciona o Centro Universitário Maria Antônia da Universidade de São Paulo.